# جری برودوس
جروم هنری "جری" برودوس (انگلیسی: Jerome Henry "Jerry" Brudos؛ ۳۱ ژانویهٔ ۱۹۳۹ – ۲۸ مارس ۲۰۰۶) یک قاتل زنجیره‌ای و مُرده‌باز اهل ایالات متحده آمریکا بود که مابین سال‌های ۱۹۶۸ تا ۱۹۶۹ میلادی، دست‌کم ۴ قتل در ایالت اورگن انجام داد.

## اوایل زندگی
جری در شهر وبستر، داکوتای جنوبی به‌دنیا آمد و یک برادر بزرگ‌تر از خود داشت. مادر او پس از به‌دنیا آوردن اولین پسر، تمایل زیادی داشت که فرزند دومش دختر باشد، اما بجای دخترِ در دومین زایمانش، جری به دنیا آمد و همین موضوع موجب دلخوری مادرش شد. مادر جری همواره وی را تحقیر می‌کرد و با اهانت و خواری با او رفتار می‌نمود و جری را مورد کودک‌آزاری قرار می‌داد.
جری از سن ۵ سالگی و به‌دنبالِ بازی با کفش‌های پاشنه‌بلند زنانه در یک کارگاه اوراقی خودرو، فتیش جنسی نسبت به کفش خانم‌ها پیدا کرده بود. حتی گفته می‌شود که یک بار، تلاش کرده بود کفش معلم کلاس اول خود را بدزدد. وی همچنین فتیش جنسی نسبت به لباس‌های زیر زنانه داشت و ادعا می‌کرد که در کودکی، لباس‌های زیر زنانهٔ همسایه‌ها را می‌دزدید. وی دوران نوجوانی خود را دائماً در مراکز روان‌درمانی و بیمارستان‌های روانپزشکی گذراند. در همان هنگام، دنبال زنان محلی می‌افتاد و پس از پرتاب‌کردن آن‌ها بر زمین یا فشردن گلویشان تا سرحدِ خفگی، کفش‌هایشان را برمی‌داشت و فرار می‌کرد.
جری در سن ۱۷ سالگی، یک دختر جوان را ربوده و مورد ضرب‌وشتم قرار داد و او را تهدید کرد که اگر به خواسته‌های جنسی‌اش تن در ندهد، او را با چاقو خواهد زد. کمی پس از دستگیری، وی را به مدت ۹ ماه در بخش روان‌پزشکی «بیمارستان ایالتی اورگن» بستری کردند. در آنجا بود که دریافتند خیال‌پردازی‌های جنسی او، ناشی از تنفر از مادرش و به‌طور اعم از سایر زنان است. سپس او را مورد ارزیابی روان‌پزشکی قرار دادند و مشخص شد که مبتلا به اسکیزوفرنی است. وی علی‌رغم بستری و تحت‌نظر بودن، دورهٔ دبیرستان را در سال ۱۹۵۷ به پایان رساند و کمی بعد به‌عنوانِ «تکنیسین برق» مشغول به کار شد.
جری در سال ۱۹۶۱ و در سن ۲۲ سالگی، با یک دختر ۱۷ ساله ازدواج کرد و از او صاحب دو فرزند شد و در حومه شهر سِـلِـیم سکنا گزید. وی از همسرش می‌خواست که موقع انجام کارهای منزل، لخت و عریان باشد و تنها کفش پاشنه‌بلند بپوشد و جری هم از او عکس بگیرد. در همین زمان بود که او دچار میگرن و سیاهی‌رفتن چشم‌ها شد و تنها چیزی که این عوارض را تسکین می‌داد، آن بود که شب‌هنگام، به شکار و دزدیِ کفش‌ها و شورت‌های توریِ زنانه برود. او این کفش‌ها و لباس‌های زیر (و بعدها در مرحله‌ای، اجساد قربانیانش) را در یک گاراژ نگهداری می‌کرد و اجازه نمی‌داد که همسرش بدون خبرِ قبلی و به‌صدا درآوردنِ یک آوابر که خودش نصب کرده بود، واردِ آنجا شود.

## قتل‌ها و دستگیری
بین سال‌های ۱۹۶۸ تا ۱۹۶۹ میلادی، برودوس ۴ زن را با چماق و اجسام سنگین ضرب‌وشتم کرده و سپس خفه کرد و تلاش کرد تا به ۲ زن دیگر هم حمله کند.
- لیندا اِسلاسون، ۱۹ ساله، یک فروشندهٔ خانه‌به‌خانهٔ دانشنامه بود که در ژانویهٔ ۱۹۶۸ میلادی به منزلِ او آمد. جری در حالی که همسر و فرزندانش در منزل بودند، با فریفتن وی، او را به گاراژ برده و با یک تختهٔ چوبی مورد ضربات متوالی قرار داد و سپس خفه‌اش کرد. بعد لباس‌های وی را درآورده و لباس‌هایِ زیرِ دیگری که خودش دزدیده بود، تنش کرد و سپس با یک اره مویی، پاهایش را از ناحیه ساق برید و در یک فریزر نگه داشت تا بعداً به عنوان یک قالب، برای کلکسیون کفش‌های پاشنه‌بلندش استفاده کند. در نهایت، جسد این دختر را به «رودخانهٔ ویلامیت» انداخت.
- کَرن اسپرینکلر، ۱۹ ساله، با تهدید اسلحه در محوطهٔ پارکینگ یک فروشگاهِ بزرگِ عمومی در ماه مه ۱۹۶۸ ربوده شد. برودوس هنگام ربودن او، لباس زنانه بر تن داشت. پس از انتقال او به گاراژ، وی را وادار کرد که کلکسیون لباس‌های زیر زنانه‌اش را بر تن کند و ژست بگیرد تا جری از او عکس بیندازد. سپس به او تجاوز کرده، با دست خفه‌اش کرد و سپس با یک طناب از قرقره‌ای از سقف آویزانش کرد. وی چندین بار به جسد این دختر تجاوز کرد و پستان‌هایش را برید تا با آنها، یک قالب پلاستیکی برای خودش بسازد. در نهایت جسد دخترک را با یک طناب نایلونی به موتور ۶ سیلندر یک خودرو بست و آن را به «رودخانهٔ ویلامیت» انداخت.
- جن سوزان ویتنی، ۲۳ ساله، در حین رانندگی بود که اتوموبیلش در بزرگراه میان‌ایالتی ۵ مابین سِـلِـیم و آلبانی در تاریخ ۲۶ نوامبر ۱۹۶۸ میلادی خراب شد. جری که با خودروی خود آن حوالی بود، به وی پیشنهاد داد که به خانه‌اش بیاید و از آنجا به یک تعمیرکار سیار تلفن بزند. پس از سوار کردن سوزان، جری وی را با یک طناب خفه کرد و به جسدش تجاوز کرد. بعد جسدش را به گاراژ برده و با طناب به مدت چندین روز از قرقرهٔ سقفی آویزان کرد و ضمن پوشاندن لباس‌های مختلف و عکاسی، مکرراً به آن تجاوز کرد. این بار، برودوس یکی از پستان‌های قربانی را برید و از آن یک قالب از جنس انگم درست کرد و به‌عنوان نگه‌دارنده و صاف‌کننده کاغذ بر روی میز، از آن استفاده کرد. در نهایت جسد این دختر را به یک تکهٔ ریل آهنی بست و به همراه پای بریده‌شده لیندا اِسلاسون (که حالا گندیده بود) به «رودخانهٔ ویلامیت» انداخت.
- شارون وود، ۲۴ ساله، دختری بود که برودوس تلاش کرد در ۲۱ آوریل ۱۹۶۹ میلادی از پارکینگ یک ساختمان مسکونی در پورتلند و با تهدید اسلحه برباید.
- گلوریا جین اسمیت، ۱۵ ساله، در ۲۲ آوریل ۱۹۶۹ میلادی ربوده شد.
- لیندا سالی، ۲۲ ساله، از پارکینگ یک مرکزِ خرید در ۲۳ آوریل ۱۹۶۹ ربوده شد. برودوس او را به گاراژ خود آورده و پس از تجاوز و خفه‌کردن، مدتی با جسدش بازی کرد. جری این‌بار تصمیم گرفت که پستان‌های جسد را نبرد چرا که به اعتقادش «خیلی صورتی‌فام» بود و بجایش با جریان مستقیم برق، جسد را تحریک عضلانی کرده و تلاش کرد به‌اصطلاح، آن را از جایش «بپراند» که البته عملی نشد. در نهایت جسد را با طناب نایلونی، به یک گیربکس ماشین وصل کرد و به «رودخانهٔ ویلامیت» انداخت.

بوردوس پس از به‌قتل رساندن قربانیانش، کفش پاشنه بلند می‌پوشید و خودارضایی می‌کرد. در ماه مه ۱۹۶۹ میلادی، یک ماهی‌گیر، اجسادِ «لیندا سالی» و «کَرن اسپرینکلر» را در «رودخانهٔ لانگ تام» پیدا کرد. پلیس به‌دنبال این واقعه، از دانشجویان یک دانشکدهٔ محلی پرسید که هرگونه آدم مشکوک محلی را به آن‌ها معرفی کنند و یکی از دانشجویانِ دختر، برودوس را معرفی کرد که بارها به وی زنگ زده بود و از او تقاضای قرارملاقات و دوستی کرده بود. برودوس به پلیس یک آدرس اشتباه داد و همین موضوع شکِ پلیس را دو چندان کرد. پس از دستگیری، برودوس به‌طور کامل به همهٔ قتل‌ها اعتراف کرد. در ۲۸ ژوئن ۱۹۶۹ میلادی، جری برودوس متهم به سه قتل نفس درجه اول (اسپرینکلر، ویتنی، سالی) شد و به سه بار حبس ابد در «زندان ایالتی اورگن» محکوم گشت. با اینکه وی به قتلِ لیندا اِسلاسون هم اعتراف کرد، اما چون بر خلاف بقیه، هیچ عکسی از جسد وی نگرفته بود، بابت این قتل نه محاکمه و نه محکوم نشد. (تنها مدتی پای بریده‌شدهٔ وی را نگه داشته بود که بعدها، آن را نیز به داخل رودخانه انداخته بود) جسد ویتنی یک ماه پس از محکومیتِ برودوس در حدود ۱٫۸ کیلومتری محلی که ادعا می‌کرد جسد را انداخته، یافت شد.
در زمانی که جری برودوس در زندان حبس بود، با نامه‌نگاری به شرکت‌های بزرگ تولید کفش، تعداد فراوانی کاتالوگِ کفش زنانه جمع‌آوری کرده بود و ادعا می‌کرد که این مجله‌ها، برایش همچون جایگزینی برای پورنوگرافی است. وی چندین و چند مرتبه در دوران حبس، اعتراض نوشته و در یکی از آن‌ها ادعا کرد که عکسی که از او با جسدِ یکی از قربانیانش وجود دارد، مدرک مستدلی مبنی بر گناهکاری‌اش نیست، چرا که آن جسد متعلق به قربانی دیگری است و نه همان دختری که بخاطرش محاکمه و زندانی شده‌است. در سال ۱۹۹۵ میلادی، هیئت بازنگری و بررسی محکومیت زندانیان، به او اطلاع داد که وی هرگز آزاد نخواهد شد.

## بیماری و مرگ
جری برودوس در ۲۸ مارس ۲۰۰۶ میلادی در اثرِ ابتلا به سرطان کبد در زندان درگذشت. وی طولانی‌ترین دورهٔ حبس را در «ادارهٔ اصلاح و تأدیب اورگن» با ۳۷ سال حبس (از ۱۹۶۹ تا ۲۰۰۶ میلادی) داشت.

## فرهنگ عامه
در قسمت‌های هفتم و هشتم از فصلِ اولِ سریالِ تلویریونی شکارجوی ذهن، نقش او را هپی اندرسن بازسازی و ایفا می‌کند.